# 위훈
위훈(1973년 12월 28일 ~ )은 대한민국의 성우다. 2000년 KBS 28기 공채 성우로 데뷔했다. 배우자는 성우 이지현.

## 애니메이션
- 아이 엠 스타!(투니버스) - 쟈니
- 웰컴 투 동물농장(챔프) - 길리
- 출발! 모나리자호 미술탐험대(KBS) - 리오
- 로미오X줄리엣 (애니맥스) - 프란시스코/윌리
- 아바타 - 아앙의 전설 (니켈로디언) - 주코 왕자
- 코라의 전설 (니켈로디언) - 아이로 장군(아이로 2세)
- DARKER THAN BLACK -흑의 계약자- (애니맥스) - 웨이 체이쥰
- 페이트 스테이 나이트 (애니맥스) - 랜서/길가메쉬
- 붕붕차차 - 닉
- 헌터X헌터 (애니원) - 핑크스
  - 헌터X헌터 OVA (애니박스) - 핑크스
- 딸기 100% (애니맥스) - 히로시
  - 딸기 100% OVA (애니맥스) - 히로시
- 빛의 전사 프리큐어 Splash Star (대원방송) - 카레한
- 블랙잭 - Dr.키리코
- 아이들의 장난감 (애니원) - 온정수
- 엑스 드라이버  - 케인
  - 엑스 드라이버 OVA (애니박스) - 케인/조
- 가정교사 히트맨 리본 (투니버스) - 바이올렛
- 레터 비 (투니버스) - 사지
- 이기 알버클 - 스핍
- 요절복통 수호천사 (투니버스) - 코스모
- 도기 파라다이스 (KBS)
- 기동전사 건담 SEED (애니원) - 샤니 앤드러스
- 커렉터 유이 (애니원) - 한태민
- 골프천재 탄도 (챔프) - 이세랑
- 날아라 호빵맨 (애니맥스)
- 제이크와 네버랜드 해적들 (디즈니 주니어) - 본즈
- 만능 수리공 매니 시즌3 (디즈니 주니어) - 매니
- 우주에서 온 모자코 (애니맥스) - 컴돌
- 20 면상의 아가씨 (애니맥스) - 야스/겐지
- 유리함대 (애니맥스) - 쟝
- 사이보그 009 (애니맥스) - 아킬레스/가이아 박사/브라운 박사/필레/브라운
- 최종병기 그녀 OVA (애니박스)
- 천지무용 한 여름밤의 이브 (애니박스) - 노부유키
  - 천지무용 in LOVE (애니박스) - 노부유키
- 천지무용 양황귀 OVA (애니박스) - 카즈히코/카미다케
- 루팡 3세 TV스페셜#1 (애니박스) - 지미
- 잠수함 707 OVA (애니박스) - 난고
- 건담 08MS소대 (애니박스) - 엘레도어 마시스/목동
  - 건담 08MS소대 밀러스 리포트 (애니박스) - 엘레도어
- 굳세어라 금동아! (재능TV) - 쪽쪽이
- 메조 (XTM) - 마초/가위의 무기/오마와리 산조
- 택틱스 (애니맥스) - 기타하라
- 데스노트 (애니원) - 린드/남자
- 레터비 (투니버스) - 사지
- 숲속의 전설 무시킹 (투니버스) - 푸
- 조이드 신세기제로 (챔프) - 커크랜드
- 바사라 (KBS)
- 공룡시대 : 작은 공룡 소동 (카툰네트워크) - 피트리
- 은하로 킥오프 (애니맥스) - 남궁표
- 시끌벅적 하우이와 벌거숭이들 (애니맥스) - 나월
- 뚝딱뚝딱 밥 아저씨 (EBS) - 동글이
- 마법의 책과 역사 탐험대 (EBS) - 프레드
- 명탐정 코난 (투니버스) - 서종열 / 황영달(8기) 이대정(18기)
- 내꺼야 폴록 (MBC) - 폴록
- 꼬마기사 마이크 (EBS)
- 터닝메카드 (KBS) - 코카트
- 터닝메카드 W (KBS) - 코카트
- 터닝메카드 W: 반다인의 비밀 (투니버스) - 코카트
- 터닝메카드 W 미정 (KBS) - 코카트
- 포켓몬스터 W (투니버스) - 금랑
- 라푼젤 시리즈 (디즈니 채널) - 유진 피츠허비트
- 아발로 왕국의 엘레나 (디즈니 주니어) - 알론소 왕자
- 몬스터 근무일지 (디즈니+) - 프리츠

## 극장판 애니메이션
- 극장판 헬로 카봇: 백악기 시대(MOVIE) - 테고
- 도리를 찾아서 - 미스터 레이 / 거글
- 라푼젤 - 플린 라이더(유진 피처버트)
- 마다가스카(KBS) - 코왈스키
- 명탐정 코난: 코난 실종사건 ~사상 최악의 이틀~ - 이건도
- 블랙잭 극장판 - 두 명의 검은 의사(애니박스) - 키리코
- 성탄절의 축구(KBS)
- 신밧드: 7대양의 전설(KBS) - 첨
- 인사이드 아웃 - 소심
- 인사이드 아웃 2 - 소심
- 엔칸토: 마법의 세계 - 펠릭스 마드리갈
- 카 3: 새로운 도전 - 대니얼 스위버즈
- 코비: 블루 엘리펀트의 전설 - 코비/경감 외
- 화이트 고릴라 - 루크

## 특촬물
- 가면라이더 파이즈 (투니버스) - 켄드로
- 파워레인저 정글포스 (대원방송) - 케이(정글 옐로우)

## 게임
- 구운몽~어느 소녀의 사랑이야기~ - 홍염

## 오디오 드라마
- 파한집 - 손공자
- 입술 - 박고영 외

## 영화 / 외화
- 걸 파이트 (KBS) - 타이니 (레이 산티아고)
- 공포의 종합병원 (KBS) - 요한 (매즈 소요가드 피터센)
- 그랜 토리노 (KBS) - 미치 코왈스키(브라이언 헤일리)
- 그레이 아나토미 (KBS) - 핀(크리스 오도넬)
- 그레이시 스토리 (KBS) - 카일 (크리스토퍼 샌드)
- 내 생애 최고의 데이트 (SBS) - 마트 사장((스티븐 토볼로스키)
- 내 이름은 튜니티 (KBS) - 밤비노의 부하(루치아노 로시) / 술집 총잡이
- 너티 프로페서 (KBS)
- 달려라 조니 (KBS) - 오토 (수리야 사푸트라)
- 닥터후 시즌 10 (KBS) - 석클리프(니콜라스 번스)
- 닥터 포스터 시즌 2(KBS) - 제임스(프라사나 푸와나라자)
- 대부2 (SBS)
- 대사건 (KBS) - 장룡(정해봉) / 인수(리해도) / 경찰(주지강)
- 디트로이트 락 시티 (KBS) - 잼
- 라이온 킹 - 티몬(빌리 에크너)
- 레드 노티스 (넷플릭스) - 존 하틀리 (드웨인 존슨)
- 리포터즈 (KBS) - 자블로브스키
- 맘마미아 (KBS) - 스카이 (도미닉 쿠퍼)
- 멕시칸 (KBS) - 흑인(셔먼 오거스터스)
- 모스맨 (SBS)
- 무간도 (KBS) - 하마(구헌위)
- 무서운 영화2 (KBS) - 레이 (숀 웨이언스)
- 무파사: 라이온 킹 - 티몬(빌리 에크너)
- 문나이트 - 마크 스펙터 / 스티븐 그랜트 / 문나이트(오스카 아이작)
- 미녀와 야수 - 개스톤(루크 에번스)
- 미로 (KBS) - 카림
- 미지의 코드 (SBS) - 아마두 (오나 루 엔케)
- 바텔 (SBS)
- 보리밭을 흔드는 바람 (KBS) - 로리(마일스 호갠)
- 본 아이덴티티(KBS) - 웜보시(애디왈레이 애키누에이 아그바예) / 트레드스톤 정보원(조시 해밀턴)
- 본 얼티메이텀(KBS) - 닐 대니얼스 (콜린 스틴톤)
- 볼 폰 (KBS)
- 뷰티풀 마인드(KBS) - 벤더(앤서니 랩)
- 브렉시트: 치열한 전쟁 (KBS) - 크레이그 올리버(로리 키니어)
- 블라인드 (KBS) - 루벤 (요런 셀레슬라흐츠)
- 블라인드 가이 (KBS) - 아르빈드(센딜 라마머시)
- 블랙 호크 다운 (KBS) - 텀블리 (톰 하디)
- 비상근무 (KBS) - 노엘 (마크 안소니)
- 사랑도 리콜이 되나요 (KBS) - 남학생(벤 카) / 레코드 가게 손님(마크 핀니)
- 사자왕 형제의 모험 (EBS) - 휘베트 (토미 욘손)
- 삼국지 (KBS) - 묘택
- 삼사라 (KBS)
- 샌디베이의 악동들 시즌 1 (KBS) - 숀(리 모니크)
- 송 포 유 (KBS) - 빌 (빌 토마스)
- 수퍼 소닉 - 톰 워쇼스키 (제임스 마즈든)
- 수퍼 소닉 2 - 톰 워쇼스키 (제임스 마즈든)
- 수퍼 소닉 3 - 톰 워쇼스키 (제임스 마즈든)
- 스타 워즈 에피소드 5: 제국의 역습 (KBS) - 반란군(노만 챈서) / 제국군(마크 존스)
- 스파이 게임 (KBS) - 윌슨 (게릭 헤이건)
- 시끌벅적 마을의 아이들 - 여름 그리고 가을 (EBS)
- 싱 스트리트 (KBS) - 브레든(잭 레이너)
- 쌍웅(KBS)
- 쓰리 킹즈(KBS) - 더그 밴 미터(홀트 매캘러니)
- 알츠하이머 케이스 (KBS) - 판 캄프(루카스 반 덴 에인드) / 레무스(바르트 슬레거스)
- 야마카시 (KBS) - 웨즐(말릭 디우프) / 아스민의 동료(퍼킨스)
- 야마카시 2 (KBS) - 켄지(말릭 디우프)
- 열혈남아 (KBS) - 두목 (만재량)
- 영광의 아이들 (KBS) - 동료 수구 선수(로베르트 마튼)
- 울트라맨 메비우스 (재능TV) - 한인성
- 원더폴스 (TBC, TJB)
- 원초적 본능 2 (KBS) - 리스티디스 (이에인 로버트슨)
- 월요일이 사라졌다 (KBS) - 조(크리스찬 루벡)
- 웨딩 크래셔 (KBS) - 잭 색 로지 (브래들리 쿠퍼)
- 위기의 주부들 (KBS) - 존 (제시 멧칼피)
- 정무문 (KBS) - 형사(나유) / 일본 무술인(리초준)
- 지옥의 묵시록: 리덕스 (KBS)
- 착신아리 파이널 (KBS) - 학생(야마가타 타카시)
- 천국의 속삭임 (KBS) - 줄리오 신부 (파올로 사사넬리)
- 철의 여인 (KBS) - 제프리 하우(앤서니 헤드)
- 초성신 그란 세이저 (챔프) - 마츠사카 나오토 / 골핀 / 벨제우스
- 친밀한 적 (KBS) - 루프랑(빈센트 로티어스) / 고문관(에릭 사빈)
- 칠 팩터 (SBS) - 데니스(저드슨 밀스) / 앤디(리치 다이)
- 칼리의 열 번째 여름 (KBS)
- 캣 우먼 (SBS) - 톰의 동료 경찰(피터 윌리엄스)
- 콘택트 (KBS) - 테드(데이비드 모스) / 클린턴 대통령(본인)
- 크루엘라 - 제프리(앤드류 리엉)
- 크림슨 타이드 (SBS) - 잠수함 선원(데니스 가버)
- 패닉 룸 (KBS) - 경찰관(멜 로드리게즈)
- 페이머스 파이브: 키린섬의 비밀 - 터너 (애나톨 토브맨)
- 포스트 임팩트 (KBS)
- 피너츠 송 (SBS)
- 택시 운전사의 사랑(KBS) - 토이
- 터미널(KBS) - 맥스(마이클 누리)
- 톰과 제리 - 벤(콜린 조스트)
- 트랜스포머2 (KBS) - 리오 (라몬 로드리게즈) / 사이드스와이프(앙드레 소구리우조)
- 하우스 어레스트 (SBS)
- 한나 몬타나 (디즈니채널) - 잭슨
- 한여름 밤의 꿈 (KBS) - 퍼크(하이란 아베이세케라)
- 해리포터와 불의 잔 (SBS)
- 황비홍5 (SBS)
- 명탐정 브라운신부 3 3회 사랑의 마법 (PBC)
- 20 30 40(KBS) - 샤오치(진백림)
- K-19: 위도우메이커 (KBS) - 드미트리 (샘 스프루엘)

## 다큐
- 2005.09.26 KBS 세계걸작다큐멘터리 <인류를 위협하는 재앙, 엘리뇨>
- 2008.06.12 EBS 다큐10+ <시간탐험 - 찰나에서 광년까지 1부>
- 2008.06.19 EBS 다큐10+ <시간탐험 - 찰나에서 광년까지 2부>
- 2008.10.15 EBS 다큐10+ <도시, 예술로 다시 태어나다> 제2부 런던
- 2016.06.29 KBS 해외걸작 다큐 <영국의 슈퍼 부자들 1부>
- 2016.07.06 KBS 해외걸작 다큐 <영국의 슈퍼 부자들 2부>
- 2018.01.31 KBS 세상의 모든 다큐 <미국 대학가의 사교 클럽 문화 : 그들만의 세상>
- 2019.03.24 KBS 글로벌 다큐멘터리 <혹등고래 - 그날의 진실을 찾아서>

## 뮤지컬,연극
- 2001년 뮤지컬 “홀스또메르” (밀르이役) -유시어터
- 오페라 “마술피리” (모노스타토스役) - KBS홀
- KBS 청소년 음악회 사회 - KBS홀
- 2004년 뮤지컬 “매직 모먼트” - 유시어터
- 2007년 뮤지컬 “젤소미나” (아또役) - 유시어터
- 2008년 무용극 “엘리베이터 살인사건” (출연) - 서강대 메리홀
- 2008년 뮤지컬 'MAD' 콘서트 “드림” (제작,연출,출연) - 여성회관
- 2009년 뮤지컬 'MAD'“다시 사랑을 시작합니다”(연출,출연) - 중앙대학교
- 2010년 뮤지컬 'MAD' 더빙 퍼포먼스 “몽이의 환상여행”(제작,연출,목소리 출연) - 여성회관
- 2011년 뮤지컬 “십이야”(연출가役) - 강동아트센터
- 2012년 뮤지컬 “십이야”(연출가役) - 강동아트센터
- 2013년 뮤라마 “김승준의 성우쇼” (무열,경호役) - 압구정 예홀
- 2014년 음악극 “톨스토이의 홀스또메르”(밀르이,보브린스끼役) - 영등포 타임스퀘어 CGV신한카트아트홀
- 2014년 연극 “안톤체홉의 연극-갈매기”(뜨리고린役) - 유시어터

## TV
- 한글이 야호
- TV 비평 시청자 데스크 - (내레이션)
- 국군교육방송 클릭 e 세상 진행
- 북인천 케이블 우리지역 우리사람 - (내레이션)
- 아침마당
- 대결 노래가 좋다

## 라디오

#### KBS
연속낭독 (KBS 라디오)
- 2005.05.13 ~ 2005.06.23 아손 그렙스트 作 <스웨덴 기자 아손, 100년전 한국을 걷다> (낭독)

라디오 여행기 (KBS 라디오)
- 2005.12.08 ~ 2006.01.13 김재홍, 송연 作 <옛길을 가다> (낭독)
- 2007.09.17 ~ 2007.10.18 최성민 作 <해외 여행 이 곳 만은 가보자> (낭독)

KBS 교통 캠페인 드라마 '노란 안전선 위에 행복'  (KBS 라디오)
- 2000.03.26 <가슴에 묻은 천사>
- 2000.04.30 <핸드폰에 뺐긴 꿈>
- 2000.07.30 <이제 아무것도 두렵지 않다>
- 2000.10.29 <엄마 없는 하늘 아래>
- 2001.01.28 <슬픔을 실어 나른 남자>
- 2001.03.25 <태중이의 기도>
- 2001.07.29 <고속도로에서 깨진 독도사랑의 꿈>
- 2001.09.23 <그대의 빈자리>
- 2001.10.28 <마을버스에 끼인 안개꽃>
- 2001.11.25 <어머니 당신의 거친 손을 사랑했습니다>
- 2001.12.23 <돌아갈 수 없는 산타>
- 2002.03.31 <청첩장 찍던 날>
- 2002.08.25 <빗길에 선 구경꾼>
- 2002.10.27 <한밤의 불청객>
- 2002.11.24 <눈길에서 사라진 꿈>
- 2005.05.30 <바다와 맥주, 그리고 빗방울>

다큐멘터리 인물과 사건 (KBS 라디오)
- 2005.01.23 <어느 신문기자의 죽음, 그리고 진실찾기의 36년> (어린 희구/ 현태)
- 2007.03.11 <새마을 운동, 新한류를 일으키다> (박종태)
- 2007.03.25 <대안학교의 깃발, 간디학교의 경우> (학생1/ 교사/ 김샘)
- 2007.05.13 <만 18세 이상 보육원생, 어디로 가야하나?> (희준)

라디오 극장 (KBS 라디오)
- 2007.08.01 ~ 2007.08.31 김학철 作 <최후의 분대장> (청년 학철)

라디오 독서실 (KBS 라디오)
- 2000.02.13 김인숙 作 <개교기념일>
- 2000.02.20 차현숙 作 <서울, 밀레니엄 버그>
- 2000.03.12 정규웅 作 <글동네에서 생긴 일>
- 2000.04.30 김연수 作 <스무살>
- 2000.05.28 배수아 作 <징계위원회>
- 2000.07.09 이문구 作 <장곡리 고욤나무>
- 2000.07.30 엄창섭 作 <황금색 발톱>
- 2000.08.13 송우혜 作 <흰 개가 짖을 때>
- 2000.10.08 이지형 作 <망하거나 죽지 않고 살 수 있겠니>
- 2000.10.22 문순태 作 <느티나무 아래서>
- 2000.11.05 김종광 作 <경찰서여 안녕>
- 2000.11.12 김다은 作 <위험한 상상>
- 2000.11.19 이순원 作 <첫사랑>
- 2000.12.17 차현숙 作 <아령>
- 2000.12.24 하성란 作 <기쁘다 구주 오셨네>
- 2000.12.31 구리 료헤이 作 <우동 한 그릇>
- 2001.01.07 남문석 作 <잃고, 묽고, 희박한>
- 2001.02.11 황석영 作 <모랫말 아이들>
- 2001.03.04 신경숙 作 <부석사>
- 2001.03.11 김종광 作 <모내기 블루스>
- 2001.04.01 미치 앨봄 作 <모리와 함께 한 화요일>
- 2001.05.06 안도현 作 <짜장면>
- 2001.05.13 이만교 作 <머꼬네 집에 놀러올래>
- 2001.06.03 오성찬 作 <세한도>
- 2001.06.24 정채봉 作 <스무살 어머니/ 그대 뒷모습>
- 2001.07.01 이용범 作 <11번째 사과나무>
- 2001.07.15 공지영 作 <우리는 어디로 와서 어디로 가는가>
- 2001.07.22 성석제 作 <쾌활 냇가의 명랑한 곗날>
- 2001.08.12 박범신 作 <외등>
- 2001.09.02 강석경 作 <나는 너무 멀리 왔을까>
- 2001.09.09 하성란 作 <저 푸른 초원위에>
- 2001.10.14 V.S.네이폴 作 <무리를 떠나 나 하나로>
- 2001.10.28 박완서 作 <그리움을 위하여>
- 2001.11.04 김훈 作 <칼의 노래>
- 2001.12.09 김종광 作 <많이 많이 축하드려유>
- 2001.12.23 이문구 作 <장이리 개암나무>
- 2002.01.06 권정현 作 수(繡) (늙은 경비)
- 2002.01.20 김지현 作 사각거울 (감독)
- 2002.02.03 박범신 作 세상의 바깥 (대리)
- 2002.04.14 김다은 作 초대받지 못한 그림들 (비서)
- 2002.05.05 김주현 作 사과도둑 일라일라 (할아버지)
- 2002.05.12 하성란 作 파리
- 2002.05.19 민경현 作 너의 꿈을 춤추련다 (스님1)
- 2002.06.09 이원규 作 강물은 바람을 안고 운다 (니꼴라이)
- 2002.08.04 성석제 作 황만근은 이렇게 말했다 (동수)
- 2002.09.01 허경진 作 허균평전 (심우영)
- 2002.09.15 마르셀 에메 作 벽으로 드나드는 남자 (레퀴예)
- 2002.09.22 이순원 作 망배 (콩게이)
- 2002.10.06 윤정모 作 꾸야 삼촌 (삼촌 친구)
- 2002.11.03 공선옥 作 그것은 인생
- 2002.12.15 김연수 作 하늘의 끝, 땅의 귀퉁이 (우체부)
- 2003.11.16 김영하 作 이사
- 2006.11.05 강석호 作 프로포즈 (형철)
- 2007.08.05 김미월 作 유통기한 (해설)
- 2007.09.23 이혜경 作 한갓되이 풀잎만 (M남)
- 2008.03.09 김경욱 作 99퍼센트 (나/해설)
- 2009.05.17 한승원 作 아버지와 아들 (윤길)
- 2010.02.07 정유경 作 아직 한 글자도 쓰지 않았다 (형사)
- 2013.12.22 허진원 作 미사여구없이 (동구)

KBS 무대 (KBS 라디오)
- 2000.02.13 <제3초소의 전설>
- 2000.03.12 <피자 그리고 블루마운틴>
- 2000.04.23 <원 스트라이크 원볼>
- 2000.05.07 <봄이 오는 소리>
- 2000.07.16 <죽고 싶은 남자, 살고 싶은 여자> (불량배)
- 2000.11.12 <아내에게 무슨 일이 생겼을까>
- 2000.11.26 <머피의 법칙>
- 2000.12.03 <해바라기가 보이는 창가에서>
- 2001.01.07 <세심사>
- 2001.01.28 <해피엔딩을 위하여> (진오)
- 2001.02.18 <2박 3일의 행복>
- 2001.03.04 <욕쟁이 국밥집>
- 2001.03.18 <피노키오의 눈물>
- 2001.04.22 <오뜨볼타 공화국 체류기>
- 2001.04.29 <도시 속을 걷는 낙타>
- 2001.05.20 <홍서>
- 2001.05.27 <그 여자가 사는 법>
- 2001.06.10 <새터장날> (결혼식 사회자)
- 2001.06.24 <그 여름의 그림자>
- 2001.07.01 <그녀의 속눈썹은 짧았다>
- 2001.08.12 <전포선생을 찾아서>
- 2001.09.02 <그 여자의 성>
- 2001.09.16 <귀여운 여인>
- 2001.09.23 <아름다운 사랑 슬픈 이별>
- 2001.10.21 <낮은 음자리> (형사)
- 2001.11.11 <어느 자서전 대필작가의 귀향> (친구2)
- 2001.12.02 <지상에 없는 여자>
- 2001.12.09 <포구엔 그리움이 있다>
- 2002.01.13 <아직은 돌아가야 할 곳> (동료)
- 2002.01.20 <강(江)의 저쪽> (승헌)
- 2002.02.03 <나는 지금 705호 여자를 만나러 가야 한다> (담임)
- 2002.02.10 <임오생(壬午生) 두 김씨> (젊은 임생)
- 2002.02.17 <남자는 두 번 울지 않는다> (동수 친구1)
- 2002.02.24 <제 아내는 외출중입니다> (제보자)
- 2002.04.07 <꽃님이의 봄! 봄!!> (우체부 男)
- 2002.04.14 <엄마의 바다> (아버지)
- 2002.05.05 <영자야! 영자야!> (행인2)
- 2002.05.12 <그녀들이 사는 집> (의사2)
- 2002.05.19 <소(牛)를 찾아서> (스님2)
- 2002.06.02 <할단새 이야기> (이모부)
- 2002.06.16 <탄생일기> (남자)
- 2002.07.07 <당신이 내가 될 때> (승혜 남편)
- 2002.08.04 <그 여자의 선택> (김병국)
- 2002.08.11 <인연> (상인)
- 2002.08.18 <울음소리 - 납량특집-> (정경비)
- 2002.09.01 <에피소드1> (영주 父)
- 2002.09.08 <먼길> (브로커)
- 2002.10.27 <천생연분> (의사)
- 2002.11.03 <미장원에 다녀오다> (지배인)
- 2002.11.10 <자폐를 위한 소나타> (지휘자)
- 2002.12.15 <최고의 향기> (사회자)
- 2003.02.02 <구룡반점에 가면 사랑이 있을까> (철가방)
- 2003.02.23 <호수> (강사2)
- 2003.03.02 <당신은 누구시길래> (영국)
- 2003.04.06 <첫사랑은 만나지 말아야 한다> (형만)
- 2003.04.13 <버스를 타면 사랑이 보일까> (남자1)
- 2003.04.20 <봄날에> (점박이)
- 2003.05.18 <봉수 씨 연애사건> (나)
- 2003.06.29 <그대 가슴에 종소리> (오병장)
- 2003.09.21 <알함브라 궁전의 추억>
- 2003.12.14 <동그라미>
- 2004.03.14 <내 하나의 사랑은 가고>
- 2004.07.04 <안경 깨지던 날> (이대리)
- 2005.01.30 <잃어버린 생일> (나)
- 2005.08.06 <파도를 훔친 바다> (강주혁)
- 2006.07.01 <당신의 나라> (박두칠)
- 2001.12.16 <라스팔마스 카페엔 항구가 없다>
- 2007.06.16 <차렷, 열중쉬어, 앞으로 가!>
- 2007.12.15 <그물 치는 남자>
- 2008.01.19 <외출>
- 2008.05.24 <사돈열전>
- 2008.07.05 <오늘의 추천 영화>
- 2008.09.20 <곰보무녀>
- 2008.12.06 <투명인간>
- 2009.01.24 <어머니의 새해>
- 2009.03.28 <사랑에도 예의가 필요하다>
- 2009.08.01 <도둑을 훔친 할머니> (성만)
- 2010.01.02 <백암리의 새해>
- 2010.05.22 <엄마의 햄스터>
- 2010.07.24 <파타야에서 생긴 일>
- 2010.10.23 <캥거루 가족의 독립운동>
- 2011.04.30 <홍부녀 전>
- 2011.07.09 <아름다운 당신에게>
- 2011.09.17 <정글 싱글 베이글>
- 2012.02.11 <청소 만사성(萬事成)>
- 2012.05.19 <출구>
- 2012.07.21 <그리고 아무 말도 하지 않았다> (민규)
- 2013.02.16 <야만인의 침대> (조형사)
- 2013.04.06 <오만과 편견> (장호)
- 2013.06.29 <빵 굽는 여인들> (지동수)
- 2014.06.14 <거짓말> (송준수)
- 2014.12.27 <그림자를 견뎌라> (태호)
- 2015.05.23 <껌 뱉지 맙시다> (김현우)
- 2015.11.07 <파가니니를 위하여> (현호)
- 2015.12.12 <카페라떼의 여자> (김민준)

대한민국 경제실록 (KBS 라디오)
- 2010.04.19 ~ 2010.07.20 <제1화 IMF가 있었다> (정덕구)
- 2011.01.27 ~ 2011.03.09 <제5화 수출입국 - 영광과 시련의 발자취> (안영철/ 김학렬/ 김한이)

기타 (KBS 라디오)
- 2001.04.09 ~ 2001.06.30 KBS <환타지 특급 - 드래곤 라자> (자크/ 오크/ 실리키안 남작)
- 2001.05.10 ~ 2001.05.02 KBS <부처님 오신 날> 특집 2부작 다큐멘터리 - <미륵사지(彌勒寺址)> (산신령)
- 2002.01.27 KBS 특집 라디오 - 한국문학 오디오북 김동인 作 <배따라기>
- 2002.09.29 KBS 특집 라디오 - 한국문학 오디오북 최서해 作 <탈출기>
- 2002.10.27 KBS 특집 라디오 - 한국문학 오디오북 이기영 作 <민촌>
- 2004.05.10 ~ 2004.05.22 엄길청의 성공시대 <제15화 상술의 귀재 김서기, 축배를 들다>
- 2005.03.28 ~ 2005.04.09 엄길청의 성공시대 <제38화 청년벤처 이광석의 온라인 이력서>
- 2010.11.19 이금희의 신화 오딧세이 <10편 : 신들의 최후, 라그나뢰크> (토르)

#### 국악방송
국악은 내친구 (국악방송 라디오)
- 2009 ~ (진행)

2015 국악방송 라디오 드라마 백탑서생[白塔書生 (국악방송 라디오)
- 유영재, 장용, 유생 1, 내시, 이송희, 지신사, 남 1 (11회, 19회), 대신 3 (20회), 남 2 (15회, 20회), 포졸 1 (16회), 양반 2

#### TBS
TBS 창립 20주년 특별기획 다큐 드라마 '서울 600년을 걷다' (TBS 라디오)
- 2010.03.01 ~ 2010.03.26 정도전 편 (공양왕/ 이숙번)
- 2010.03.29 ~ 2010.04.30 하륜 편 (이숙번)
- 2010.05.03 ~ 2010.05.28 황희 편 (이숙번/ 호위무사)
- 2010.10.04 ~ 2010.10.29 이항복 편 (임해군)
- 2011.02.07 ~ 2011.03.11 대원군과 명성황후 편

TBS 입체낭독 라디오 문학관 (TBS 라디오)
- 2008.12.22 ~ 2009.01.02 윤영수 作 착한사람 문성현
- 2009.03.23 ~ 2009.03.27 천명관 作 프랭크와 나
- 2009.09.07 ~ 2009.09.11 고은주 作 시나몬 스틱

#### EBS
라디오 문학관 (EBS 라디오)
- 2005.06.20 ~ 2005.06.23 릴케 作 보후쉬왕 (노린스키)